# Muhammad Zimmamúš
Muhammad Lamine Zimmamúš (arabsky محمد أمين زماموش‎; * 19. března 1985, Mila, Alžírsko) je alžírský fotbalový brankář a reprezentant, který působí v alžírském klubu USM Alger. Účastník Mistrovství světa 2014 v Brazílii.

## Klubová kariéra
Zimmamúš hrál v Alžírsku za kluby USM Alger a MC Alger.

## Reprezentační kariéra
Je členem reprezentačního výběru z domácí ligy (Alžírsko A').
Reprezentuje Alžírsko, v národním týmu „pouštních lišek“ (jak se alžírské fotbalové reprezentaci přezdívá) debutoval 28. ledna 2010 proti Egyptu.
Bosenský trenér Alžírska Vahid Halilhodžić jej vzal na Mistrovství světa 2014 v Brazílii, kde Alžírsko vypadlo v osmifinále s Německem po výsledku 1:2 po prodloužení.